# قطعة 1 دينار جزائري
| 1 دينار ( الجزائر) | 1 دينار ( الجزائر)                       |
| ------------------ | ---------------------------------------- |
| قيمة:              | 1 دينار جزائري                           |
| كتلة:              | 4,20 جم                                  |
| قطر:               | 20,50 مم                                 |
| سمك:               | 1,84 مم                                  |
| حافة:              | ملساء                                    |
| تركيب:             | AISI 430                                 |
| تاريخ الصك:        | 1994                                     |
| رقم الكتالوج:      |                                          |
| وجه                |                                          |
| وجه                |                                          |
| تصميم:             | رقم 1 منمنم وداخل رسم يمثل خريطة الجزائر |
| مصمم:              | مجهول                                    |
| تاريخ التصميم:     | مجهول                                    |
| ظهر                |                                          |
| ظهر                |                                          |
| تصميم:             | وجه الأمامي لرأس جاموس                   |
| مصمم:              | مجهول                                    |
| تاريخ التصميم:     | مجهول                                    |

واحد دينار جزائري هو إحدى الانقسامات النقدية المعدنية للدينار الجزائري المتداولة، من صنف أحادي المعدن باللون الأبيض. تم إصدارها من طرف البنك الجزائري وشرع في تداولها ابتداء من 21 نوفمبر 1994.

## وصف
قطعة واحد دينار متكونة من فولاذ مقاوم للصدأ (AISI 430)، وبلون أبيض. قطرها 20,50 مم وسماكة 1,84 مم ووزنها 4,20 جم.

## الوجه
الموضوع الرسمي لوجه القطعة هو الرقم 1 المنمنم والمستوحي من رأس سهم العصر الحجري، الاخير منقوش داخل رسم يمثل خريطة الجزائر.

## الظهر
الموضوع الرسمي لظهر القطعة هو وجه الأمامي لرأس جاموس قبل التاريخ محاط خلفيا برسوم صخرية وفي الجزء الأعلى منقوشة سنة السك بالهجري والملادي.

## أنظر أيضًا
- دينار جزائري
- قائمة العملات المعدنية للدينار الجزائري